# Vladimír Vašíček
Vladimír Vašíček, född 29 september 1919, död 29 augusti 2003, var en tjeckisk målare. Vašíček var en av pionjärerna och en av de främsta inom tjeckiskt modernt och abstrakt måleri efter andra världskriget. 